# Solli
Solli est une localité du comté de Troms, en Norvège.

## Géographie
Administrativement, Solli fait partie de la kommune de Tranøy.